# April, April!
April, April! ist eine Film- und Verwechslungskomödie des Regisseurs Detlef Sierck aus dem Jahr 1935. In der Hauptrolle verkörpert Erhard Siedel den vermögenden Nudelfabrikanten Julius Lampe.

## Handlung
Der wohlhabende Fabrikant Julius Lampe stellt in seiner Teigwarenfabrik Nudeln her – eigentlich ein einfaches Grundnahrungsmittel ohne jeden Hauch von Exklusivität oder Luxus. Der große geschäftliche Erfolg jedoch ist Lampe, vor allem aber seiner Frau Mathilde zu Kopf gestiegen, sie halten sich für „bessere Herrschaften“ und gebärden sich betont vornehm. Damit stoßen sie viele alte Bekannte und Geschäftspartner vor den Kopf und machen sich auch zum Gespött des Hauspersonals und der Mitarbeiter der Nudelfabrik.
Als der Prinz von Holsten-Böhlau schriftlich Interesse an Lampes Nudelerzeugnissen bekundet und in Aussicht stellt, eine größere Menge davon für seine bevorstehende Afrika-Expedition zu kaufen, sieht Lampe dadurch sein geschäftliches Renommee in schwindelnde Höhen steigen. Am Vorabend des 1. Aprils findet im Hause Lampe eine Abendgesellschaft mit Gesangsdarbietung ihrer Tochter und anschließendem Tanz statt. Lampes spreizen sich vor ihren Gästen mit den neuen Geschäftsbeziehungen zum Hochadel in unerträglicher Weise. Finke und ein anderer Gast kommen auf die Idee, den Lampes einen tüchtigen Aprilscherz zu bereiten, der sie auf den Boden der Tatsachen zurückholen soll. Finke schleicht sich aus dem Haus, ruft aus einer Telefonzelle bei Lampes an und gibt sich als Mitarbeiter des Prinzen aus. Im Telefonat mit dem überraschten Lampe kündigt er einen Besuch des Prinzen in Lampes Nudelfabrik für den folgenden Tag an.
Diese Ankündigung entfaltet ungeahnte Wirkung: Mathilde Lampe bricht wegen des großen Ereignisses umgehend die Abendgesellschaft ab und komplimentiert alle Gäste hinaus, um dem schnell herbeigerufenen Hauspersonal Anweisungen zu geben, was alles noch in der Nacht auf Hochglanz gebracht werden muss. Lampe selbst informiert umgehend die Zeitungen über den hohen Besucher, damit sie über dieses Ereignis ausführlich berichten können. Außerdem kommt Mathilde Lampe auf die Idee, dass der Prinz an ihrer noch unverheirateten Tochter Gefallen finden könnte – und sich so vielleicht durch einen hochadeligen Schwiegersohn der gesellschaftliche Rang der Familie stark erhöht.
Daraufhin eskaliert auch der Aprilscherz: Der Geschäftsreisende Müller wird engagiert, um am folgenden Tag den von Finke angekündigten Prinzen zu spielen. Als nun der echte Prinz auf die Idee kommt, die Nudelfabrik Lampe zu besuchen, entsteht eine turbulente Verwechslungsgeschichte. Der Geschäftsreisende Müller spielt den Prinzen mit einer übertrieben „adeligen“ Attitüde, die Lampes in ihrem Größenwahn als authentisch ansehen. Der echte Prinz dagegen ist ein Forschungsreisender mit freundlichem, aber eher unauffälligem Auftreten, und gerät bei seinem Besuch als erstes an Lampes Sekretärin Friedel Bild, die sein Interesse weckt. Da der falsche Prinz schon eingetroffen ist, hält sie ihn für einen Vertreter. Um zu einer Verabredung mit ihr zu kommen, klärt der Prinz das Missverständnis nicht auf. Der Besuch des falschen Prinzen geht in den Augen der Lampes erfolgreich über die Bühne, die Versuche, die Tochter mit ihm zu verkuppeln, bleiben aber erfolglos und münden in einen hysterischen Anfall der durch den Größenwahnsinn der Eltern verzogenen jungen Frau. Währenddessen verbringen der echte Prinz und die Sekretärin, die ihn immer noch für einen einfachen Angestellten hält, den Nachmittag flirtend in einem Café.
Gegen Ende der Handlung klären sich alle Verwechslungen auf und es kommt zu einem Happy End zwischen dem Prinzen und der Sekretärin einerseits und zwischen der Tochter Lampes und Finkes jungem Kompagnon Leisegang.

## Produktionsnotizen
Die Dreharbeiten fanden von April bis Mai des Jahres 1935 statt. Der Film wurde in deutscher Uraufführung am 24. Oktober 1935 im Berliner Kino „Primus-Palast“ gezeigt. Karl Löb und Wolfgang Hofmann unterstützten Willy Winterstein bei der Kameraführung und Carl L. Kirmse gestaltete das Set.
Zur Filmmusik zählt der Schlager „Fang' nur im April nichts an“, der von dem populären Sänger Erwin Hartung im Café gesungen wird, wo der echte Prinz von Holsten-Böhlau und die Sekretärin Friedel Bild den Nachmittag verbringen.